# Eurypoena tuberosa
Eurypoena tuberosa là một loài nhện trong họ Theridiidae. Chúng thuộc chi đơn loài Eurypoena và được Jörg Wunderlich miêu tả năm 1987.

## Phân loài
- E. tuberosa tuberosa (Wunderlich, 1987)
- E. tuberosa alegranzaensis Wunderlich, 1992